# Maliattha lemur
Maliattha lemur là một loài bướm đêm trong họ Noctuidae.